# 經緯儀山

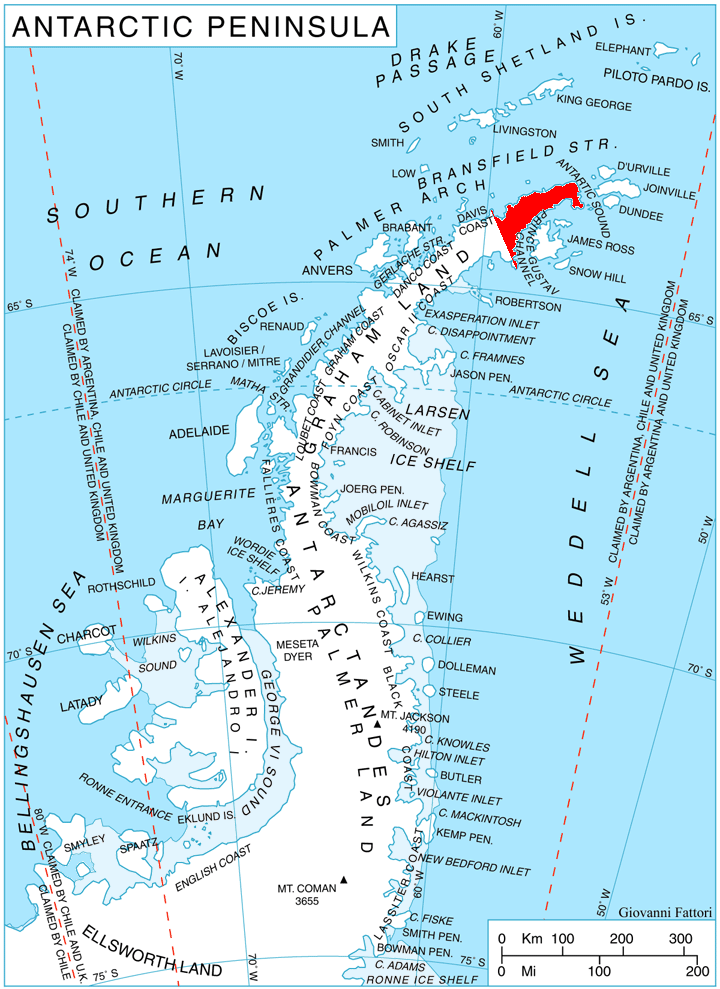

經緯儀山（英語：Theodolite Hill）是南極洲的山丘，位於特里尼蒂半島的拉克拉韋爾高原東南端，處於迪尤斯灣西北端以西9公里，海拔高度680米，在1946年由英國研究隊發現。

## 外部連結
- Trinity Peninsula. Scale 1:250000 topographic map No. 5697. Institut für Angewandte Geodäsie and British Antarctic Survey, 1996.

63°29′S 57°35′W / 63.483°S 57.583°W